# 1277
Il 1277 (MCCLXXVII in numeri romani) è un anno  del XIII secolo.

## Eventi
- Emanato il Concordato di Tønsberg in Norvegia tra il re Magnus VI e l'Arcivescovo Jon Raude sulla competenza giurisdizionale e i privilegi della Chiesa Norvegese
- 21 gennaio - Battaglia di Desio tra Visconti e Della Torre. I Visconti sconfiggono i nemici Torriani e diventano i nuovi Signori di Milano.
- 13 maggio - Decreto di Mehmet Bey di Karaman (Karamanoglu Mehmet): il turco lingua ufficiale dei Selgiuchidi in luogo del persiano.

## Nati
- 21 gennaio - Galeazzo I Visconti, nobile italiano († 1328)
- 17 aprile - Michele IX Paleologo, imperatore bizantino († 1320)
- Marta di Danimarca, principessa danese († 1341)
- Ingeborg Magnusdotter di Svezia, regina danese († 1319)
- Sempad d'Armenia, re
- Isabella di Mar, nobile scozzese († 1296)

## Morti
- 1º gennaio - Filippo d'Angiò, re (n. 1256)
- 11 gennaio - Roberto V d'Alvernia, conte
- 7 febbraio - Simone Paltanieri, cardinale italiano
- 26 marzo - Margherita di Henneberg, contessa
- 29 marzo - Bertrand de Saint-Martin, cardinale, arcivescovo cattolico e monaco cristiano francese
- 1º maggio - Stefano Uroš I, sovrano serbo
- 12 maggio - Rodolfo III di Tubinga, nobile tedesco
- 14 maggio - Nicola I di Werle, principe
- 20 maggio - Papa Giovanni XXI, papa, arcivescovo e cardinale portoghese
- 1º luglio - Baybars, sultano egiziano
- 14 luglio - Umberto di Romans, religioso francese
- 22 settembre - Tommaso Agni, patriarca cattolico italiano
- 17 ottobre - Beatrice di Falkenburg, sovrana tedesca (n. 1254)
- 26 ottobre - Mastino I della Scala, condottiero italiano
- 16 novembre - Engelberto I, conte di Mark, nobile tedesco
- 13 dicembre - Giovanni di Brunswick-Lüneburg, duca (n. 1242)
- 26 dicembre - Piero Fedele Pagano, religioso italiano (n. 1205)
- Muhammad I al-Mustansir, sovrano (n. 1228)
- Andrea da Albalate, religioso e vescovo cattolico spagnolo
- Azio II, vescovo cattolico italiano
- Squarcino Borri, condottiero italiano (n. 1230)
- Michele Cabalario, generale e nobile bizantino
- John Comyn, I signore di Badenoch, nobile e politico scozzese
- Costantino I di Bulgaria, sovrano bulgaro
- Federico di Castiglia, principe (n. 1223)
- Guglielmo da Saliceto, chirurgo italiano (n. 1210)
- Guglielmo XI d'Alvernia, conte
- Jacopo da Leona, poeta e giurista italiano
- Folke Johansson Ängel, religioso svedese
- Hugues de Revel, francese
- Ulrico di Strasburgo, teologo francese (n. 1225)
- Alardo di Valéry, condottiero francese
- Federico Visconti, arcivescovo cattolico italiano
- Aimone III di Challant, nobile italiano

## Calendario
| Calendario 1277 | Calendario 1277 | Calendario 1277 | Calendario 1277 | Calendario 1277 | Calendario 1277 | Calendario 1277 | Calendario 1277 | Calendario 1277 | Calendario 1277 | Calendario 1277 | Calendario 1277 | Calendario 1277 | Calendario 1277 | Calendario 1277 | Calendario 1277 | Calendario 1277 | Calendario 1277 | Calendario 1277 | Calendario 1277 | Calendario 1277 | Calendario 1277 | Calendario 1277 | Calendario 1277 | Calendario 1277 | Calendario 1277 | Calendario 1277 | Calendario 1277 | Calendario 1277 | Calendario 1277 | Calendario 1277 | Calendario 1277 | Calendario 1277 |
| --------------- | --------------- | --------------- | --------------- | --------------- | --------------- | --------------- | --------------- | --------------- | --------------- | --------------- | --------------- | --------------- | --------------- | --------------- | --------------- | --------------- | --------------- | --------------- | --------------- | --------------- | --------------- | --------------- | --------------- | --------------- | --------------- | --------------- | --------------- | --------------- | --------------- | --------------- | --------------- | --------------- |
|                 | 1               | 2               | 3               | 4               | 5               | 6               | 7               | 8               | 9               | 10              | 11              | 12              | 13              | 14              | 15              | 16              | 17              | 18              | 19              | 20              | 21              | 22              | 23              | 24              | 25              | 26              | 27              | 28              | 29              | 30              | 31              |                 |
| Gennaio         | Ve              | Sa              | Do              | Lu              | Ma              | Me              | Gi              | Ve              | Sa              | Do              | Lu              | Ma              | Me              | Gi              | Ve              | Sa              | Do              | Lu              | Ma              | Me              | Gi              | Ve              | Sa              | Do              | Lu              | Ma              | Me              | Gi              | Ve              | Sa              | Do              |                 |
| Febbraio        | Lu              | Ma              | Me              | Gi              | Ve              | Sa              | Do              | Lu              | Ma              | Me              | Gi              | Ve              | Sa              | Do              | Lu              | Ma              | Me              | Gi              | Ve              | Sa              | Do              | Lu              | Ma              | Me              | Gi              | Ve              | Sa              | Do              |                 |                 |                 |                 |
| Marzo           | Lu              | Ma              | Me              | Gi              | Ve              | Sa              | Do              | Lu              | Ma              | Me              | Gi              | Ve              | Sa              | Do              | Lu              | Ma              | Me              | Gi              | Ve              | Sa              | Do              | Lu              | Ma              | Me              | Gi              | Ve              | Sa              | Do              | Lu              | Ma              | Me              |                 |
| Aprile          | Gi              | Ve              | Sa              | Do              | Lu              | Ma              | Me              | Gi              | Ve              | Sa              | Do              | Lu              | Ma              | Me              | Gi              | Ve              | Sa              | Do              | Lu              | Ma              | Me              | Gi              | Ve              | Sa              | Do              | Lu              | Ma              | Me              | Gi              | Ve              |                 |                 |
| Maggio          | Sa              | Do              | Lu              | Ma              | Me              | Gi              | Ve              | Sa              | Do              | Lu              | Ma              | Me              | Gi              | Ve              | Sa              | Do              | Lu              | Ma              | Me              | Gi              | Ve              | Sa              | Do              | Lu              | Ma              | Me              | Gi              | Ve              | Sa              | Do              | Lu              |                 |
| Giugno          | Ma              | Me              | Gi              | Ve              | Sa              | Do              | Lu              | Ma              | Me              | Gi              | Ve              | Sa              | Do              | Lu              | Ma              | Me              | Gi              | Ve              | Sa              | Do              | Lu              | Ma              | Me              | Gi              | Ve              | Sa              | Do              | Lu              | Ma              | Me              |                 |                 |
| Luglio          | Gi              | Ve              | Sa              | Do              | Lu              | Ma              | Me              | Gi              | Ve              | Sa              | Do              | Lu              | Ma              | Me              | Gi              | Ve              | Sa              | Do              | Lu              | Ma              | Me              | Gi              | Ve              | Sa              | Do              | Lu              | Ma              | Me              | Gi              | Ve              | Sa              |                 |
| Agosto          | Do              | Lu              | Ma              | Me              | Gi              | Ve              | Sa              | Do              | Lu              | Ma              | Me              | Gi              | Ve              | Sa              | Do              | Lu              | Ma              | Me              | Gi              | Ve              | Sa              | Do              | Lu              | Ma              | Me              | Gi              | Ve              | Sa              | Do              | Lu              | Ma              |                 |
| Settembre       | Me              | Gi              | Ve              | Sa              | Do              | Lu              | Ma              | Me              | Gi              | Ve              | Sa              | Do              | Lu              | Ma              | Me              | Gi              | Ve              | Sa              | Do              | Lu              | Ma              | Me              | Gi              | Ve              | Sa              | Do              | Lu              | Ma              | Me              | Gi              |                 |                 |
| Ottobre         | Ve              | Sa              | Do              | Lu              | Ma              | Me              | Gi              | Ve              | Sa              | Do              | Lu              | Ma              | Me              | Gi              | Ve              | Sa              | Do              | Lu              | Ma              | Me              | Gi              | Ve              | Sa              | Do              | Lu              | Ma              | Me              | Gi              | Ve              | Sa              | Do              |                 |
| Novembre        | Lu              | Ma              | Me              | Gi              | Ve              | Sa              | Do              | Lu              | Ma              | Me              | Gi              | Ve              | Sa              | Do              | Lu              | Ma              | Me              | Gi              | Ve              | Sa              | Do              | Lu              | Ma              | Me              | Gi              | Ve              | Sa              | Do              | Lu              | Ma              |                 |                 |
| Dicembre        | Me              | Gi              | Ve              | Sa              | Do              | Lu              | Ma              | Me              | Gi              | Ve              | Sa              | Do              | Lu              | Ma              | Me              | Gi              | Ve              | Sa              | Do              | Lu              | Ma              | Me              | Gi              | Ve              | Sa              | Do              | Lu              | Ma              | Me              | Gi              | Ve              |                 |